# 拉维斯瓦尔德法尔塞特
拉维斯瓦尔德法尔塞特，是西班牙加泰罗尼亚塔拉戈纳省的一个市镇。总面积14平方公里，总人口248人（2001年），人口密度18人/平方公里。